# Кибальчич, Надежда Константиновна
Надежда Константиновна Кибальчич (в замужестве — Козловская) (укр. Наді́я Костянти́нівна Киба́льчич; 8 мая 1878, Ясногород, Волынская губерния, Российская империя (ныне Житомирская область, Украина) — 19 сентября 1914, Кагарлык, Киевская губерния (ныне Обуховский район, Киевская область) — украинская  писательница, поэтесса, переводчица

.

## Биография
Родилась в творческой семье мелких дворян. Мать — писательница Надежда Матвеевна Кибальчич (1857—1918). Дед по матери — известный фольклорист, этнограф и писатель Матвей Терентьевич Симонов. Крёстной матерью была писательница Александра Кулиш.
В детстве жила на Полтавщине у деда М. Т. Симонова, воспитывалась в патриотических традициях рода Симоновых-Белозерских.
В 1894 году окончила Лубенскую гимназию. Против воли матери в 16 лет вышла замуж за врача Козловского. За свои демократические убеждения семья испытывала материальную нужду. Её вместе с мужем арестовывали, бросали в тюрьму. Во время революции 1905—1907 годов были заключены в херсонскую тюрьму. Пребывание в тюрьме подорвало здоровье её мужа и он заболел туберкулёзом. В 1905 году его удалось вывезти на лечение в Италию. Здесь супруги пробыли более пяти лет.
После возвращения из-за границы жили на Киевщине в Триполье.
Печататься Н. Кибальчич начала с 1898 года. В журналах и альманахах появились её стихотворные произведения. Под влиянием Леси Украинки, с которой она находилась в дружеских отношениях, Н. Кибальчич в отдельных своих стихах выражает надежду на освобождение трудящихся от социального гнёта. Пишет ряд стихотворений, рассказов, воспоминаний-впечатлений об итальянском периоде жизни. В 1913 году выходит в свет первый сборник стихов под названием «Поезії», а через год книга рассказов. Тематика произведений автора достаточно разнообразна. Её волновало социальное неравенство и незащищенность, судьбы детей.
Н. Кибальчич тонко чувствовала природу и поэтизировала её. Самое известное произведение Надежды Кибальчич для детей — сказка «Спогади кота Сивка» («Воспоминания кота Сивка») и «Малий Ніно». В 1914 г. были опубликованы прозаические произведения — «Пропащі сестри», «Злочинець», «Останні».
Занималась переводами с итальянского, французского, немецкого языков. Автор воспоминаний «Спомини про Б. Грінченка».
Дружила и переписывалась с Лесей Украинкой и Иваном Франко.